# Fort Apache
|  | Aquest article tracta sobre la pel·lícula; per a la reserva índia de l'estat d'Arizona vegeu l'article Reserva índia de Fort Apache |

Fort Apache és una pel·lícula estatunidenca dirigida per John Ford i estrenada l'any 1948.	Ha estat doblada al català. La història sorgeix de documents bèl·lics. Ford va ser coneixedor molt de prop d'aquests documents, ja que va ser l'encarregat de filmar les pel·lícules de les batalles que tenien lloc en la segona guerra mundial, com ara l'atac a Pearl Harbor. En aquesta pel·lícula tenim representada per una part la figura del general Custer, i de l'altra, la contraposició entre la defensa de la territorialitat enfront de la barbàrie índia.

## Argument[2]
L'orgullós tinent coronel Owen Thursday, recentment degradat, arriba a Fort Apache acompanyat de la seva bella filla Philadelphia per fer-se càrrec del comandament. Fort Apache, situat al mig del desert, és un lloc militar avançat a la frontera i els seus soldats estan avesats en les lluites contra els indis apatxes. Mentre que Philadelphia coqueteja amb un tinent, Thursday rebutja
integrar-se en la comunitat. No triga a enfrontar-se amb el capità York, que està convençut que es pot dialogar amb els apatxes i impedir la guerra.

## Repartiment
- John Wayne: Capità Kirby York
- Henry Fonda: Tinent Coronel Owen Thursday
- Shirley Temple: Philadelphia Thursday
- Pedro Armendáriz: Sergent Beaufort
- Ward Bond: Sergent primer Michael O'Rourke
- George O'Brien: Capità Sam Collingwood
- Victor McLaglen: Sergent Festus Mulcahy
- Anna Lee: Mrs. Emily Collingwood
- Irene Rich: Mrs. Mary O'Rourke
- Dick Foran: Sergent Quincannon
- Guy Kibbee: Capità Dr. Wilkens
- Grant Withers: Silas Meacham
- Jack Pennick: Sergent Daniel Schattuck
- Ray Hyke: Tinent Gates (Ajudant)
- Movita: Guadalupe
- Miguel Inclán: Cochise
- Mary Gordon: Ma (cambrera)
- Philip Kieffer: Cavalryman
- Mae Marsh: Mrs. Gates
- Hank Worden: Southern recruit
- John Agar: Tinent segon Michael Shannon O'Rouke